# Dayella
Dayella is een monotypisch geslacht van straalvinnige vissen uit de familie van haringen (Clupeidae).

## Soort
- Dayella malabarica (Day, 1873)